# Octo-puce
Octo-puce est une émission de télévision éducative canadienne diffusée à partir du 2 octobre 1983 à Radio-Québec, et sur TVOntario durant les dimanches francophones.
C'est la version française de la série Bits and Bytes, produite en anglais.
L'émission est habituellement suivie de l'émission Octo-puce Plus, qui traite de sujets plus avancés. L'équivalent anglais est Bits & Bytes 2.

## Description
Cette série de douze émissions d'une demi-heure chacune est produite en 1983 et est diffusée respectivement par les chaines éducatives Radio-Québec, et TV Ontario. Ces émissions visent à enseigner l'informatique en général et la programmation au grand public. En Europe, Octo-puce est diffusée par la RTBF.
L'émission est animée par Claudia Thériault et Yvon Dufour (les animateurs de la version anglaise sont Luba Goy et Billy Van (en)). Yvon Dufour joue le rôle d'un néophyte se trouvant dans un magasin d'ordinateurs. Claudia Thériault est installée dans un bureau et Yvon Dufour lui apparait sur un écran géant. Elle lui donne des leçons tout en répondant à ses questions. Yvon Dufour utilise des ordinateurs de l'époque, et les résultats affichés à l'écran de l'ordinateur sont présentés tel quels. Ces leçons sont ponctuées de dessins animés illustrant certains concepts, comme un tableur ou la différence entre un interpréteur et un compilateur. Il y a aussi de courtes séquences vidéo présentant des entrevues avec des personnalités de l'industrie. L'émission a comme logo la photo d'un chat blanc angora.
Fait à noter, la musique d'ouverture de l'émission est fortement inspirée de la pièce Neon Lights de Kraftwerk.
Une deuxième série de douze émissions intitulée Octo-giciel a suivi Octo-puce avec deux nouveaux animateurs, François Trottier et Lise Payette. Le producteur délégué de ces deux séries d'émissions télévisuelles Octo-puce et Octo-giciel est René Jean Savard.